# Hannes Lutz
Hannes Günther Lutz (* 5. Februar 1972 in Wien) ist ein ehemaliger österreichischer Basketballnationalspieler.

## Laufbahn
Der 1,98 Meter große Flügelspieler trug während seiner Leistungssportkarriere die Farben von WAT Donaustadt, Basket Flyers Vienna, UB Möllersdorf (bis 1997), UKJ St. Pölten (1997–1999) und Arkadia Traiskirchen (1999–2004). Er wurde dreimal österreichischer Meister (1998 und 1999 mit St. Pölten, 2000 mit Traiskirchen) und gewann viermal den nationalen Pokalbewerb. Neben seinen Einsätzen in der Bundesliga verbuchte er zahlreiche Europapokalspiele sowie 36 Länderspiele.